# Servicio de Seguro Social
El Servicio de Seguro Social (SSS) fue una institución estatal chilena, que funcionó entre los años 1952 y 1982 que tuvo a su cargo el cumplimiento de las obligaciones de la Ley N.º 10.383 de seguridad social (seguros de enfermedad, accidentes, vejez y muerte) de todos los trabajadores dependientes o independientes. A diferencia de las cajas previsionales que cubrían a los empleados.

## Historia
El SSS se crea como la continuación de la Caja del Seguro Obligatorio (creada por la Ley N.º 4.054 de 1924), ampliando los beneficios de sus cotizantes. Además de separar las funciones médicas, por medio de la Ley 10.838, en el Servicio Nacional de Salud (SNS).
En 1968, por la Ley N.º 16.744 que establece normas sobre accidentes del trabajo y enfermedades profesionales, asume los compromisos de pago de pensiones y beneficios, así como el cobro de cotización del seguro de accidentes del trabajo que estaban radicados en la Caja de Accidentes del Trabajo.
Todos sus compromisos, en cuanto a beneficiarios y cotizantes que se mantienen hasta el año 1982, y también que no se han cambiado a una Administradora de Fondos de Pensiones (AFP) están asumidos por el Instituto de Previsión Social (IPS) —ex Instituto de Normalización Previsional (INP)— desde el 18 de noviembre del año 1980.